# Alain Derbez
Georges Alain Derbez Velázquez (Boca del Río, Veracruz, 3 de octubre de 1956) es un escritor, músico saxofonista y teórico mexicano. También es conductor, guionista, crítico, maestro, productor y presentador de radio y televisión. En México, está considerado como un referente de la historia musical. Como músico fue fundador y participante en varias agrupaciones de la Ciudad de México, Zacatecas y Xalapa.

## Biografía
Alain Derbez nació en Boca del Río (Veracruz, México) el 3 de octubre de 1956). Estudió Historia en la Facultad de Filosofía y Letras de la UNAM. Es escritor, músico y conductor de radio y televisión. Fue maestro de Introducción a La Crítica y la de Historia del Jazz en México en la Escuela Superior de Música, ha impartido cursos y dirigido talleres y dado conferencias y recitales en casi todos los estados del país y en Estados Unidos, Canadá, Cuba, Brasil, Bulgaria, Guatemala y España. En 2008 fue el único ponente iberoamericano en el Encuentro Internacional de Escritores de Jazz, organizado en Nueva York por la Universidad de Columbia. Entre sus libros más destacados se encuentra El jazz en México, 2014.

## Carrera profesional
Desde el 14 de agosto de 2024 es guionista y presentador del programa de televisión ¿Jazzabías o hasta ahorita? de TV UNAM. En marzo de 2024 fue contratado como locutor en el programa de radio Lunes Tormentosos. El 25 de junio de 2021 se celebraron los 28 años continuados del programa Datos para una historia aun no escrita que Alain Derbez conduce, produce y musicaliza en Radio Educación. En la misma emisora, conduce, produce y musicaliza, desde 2010, el programa Por sus obras los conoceréis.
Como escritor, fue ganador en 2009 del Premio Jorge Ibargüengoitia de novela.por su novela Usted Soy Yo.
Fue director fundador de la revista cultural El Acordeón, de la Universidad Pedagógica Nacional. En 2016 participó como creador artístico del Sistema Nacional de Creadores de Arte.
Asimismo, ha sido articulista de los diarios La Jornada, El Financiero y Unomásuno.
En 2021 fue el ganador del XXIX Certamen Literario Juana Santacruz.

## Libros (selección)
- El jazz en México, 2014, Fondo de Cultura Económica, Cuarta edición, 2024: El Jazz en México.[18]

- Por sabido se calla, 2021 por Bonilla Artigas Ed.[19]

- Pluma en mano, Entre Blues y Jazz, 2018. D.Turner.[20]

- Antes Muerto, 2017, Al Gravitar Rotando (Cámara Húngara) / El Imperdible Ediciones.

- Los sesenta cumplen treinta, 2000, Consejo Nacional para la Cultura y las Artes.

- Lo que mira Damián, Bonillas Artigas Editores.[21]

- Todo se escucha en el silencio, 1998, Ed. Universidad Autónoma de Zacatecas / Universidad Autónoma de Sinaloa.[22]

- La vida y no sus lamentos, Ateneo Español de México, 2016.[23]

- Nacionalismo y cultura.[4]

- Artistas rebeldes.[4]

- El jazz según Don Juan y otras silbables ráfagas.[24]

- "Amar en baños públicos". (1992). Serie del volador. Editorial Joaquín Mortiz. Grupo Editorial Planeta; México

Entre sus traducciones está el libro, también por él anotado, de Ajay Heble, Caer en la que no era (jazz, disonancia y práctica crítica) que publicó en 2012 en la Universidad Veracruzana.

## Música (selección)
Alain Derbez es compositor, letrista y saxofonista. Ha fundado y es integrante de grupos de música como Sonora Onosón (también con el pintor mexicano Jazzamoart) o El Código Postal, entre otros.
Entre sus álbumes se encuentra Las cosas por algo son, 2008, que cuenta con la participación de entre otros, de Tania Libertad, Real de Catorce, Alejandro Lora , Betsy Pecanins, Iraida Noriega, y Oscar Chávez. Eze ozo jazzea azí, con Emiliano Marentes, 2005. 
Sus canciones han sido interpretadas y grabadas por, entre otros, Alex Lora, Eugenia Leóny Tania Libertad.